# Station Torcy
Torcy is een station in de Franse gemeente Torcy en de département Seine-et-Marne.
Het station ligt aan RER A

## Geschiedenis
Het station is geopend op 19 december 1980. Torcy was daarmee het eindstation van het traject Cergy-Torcy.

## Het station
Torcy is een bovengronds station en is onderdeel van het RER-netwerk. Lijn RER A heeft een aantal takken. Torcy ligt in tak A4 en is voor sommige treinen ook het eindpunt. Vanaf het station rijden treinen naar het westen richting Cergy-le-Haut en Poissy. Naar het oosten richting Marne-la-Vallée - Chessy en de parken van Disneyland Parijs.

## Reizigers
Per dag reizen ongeveer 12 000 passagiers via het station.

## Dichtstbijzijnde punten
Het station ligt dicht bij een groot winkelcentrum met winkels als Darty, Carrefour en Leroy Merlin. Ook de bioscoop en het industrieterrein van Torcy zijn op loopafstand te vinden.

## Fotogalerij

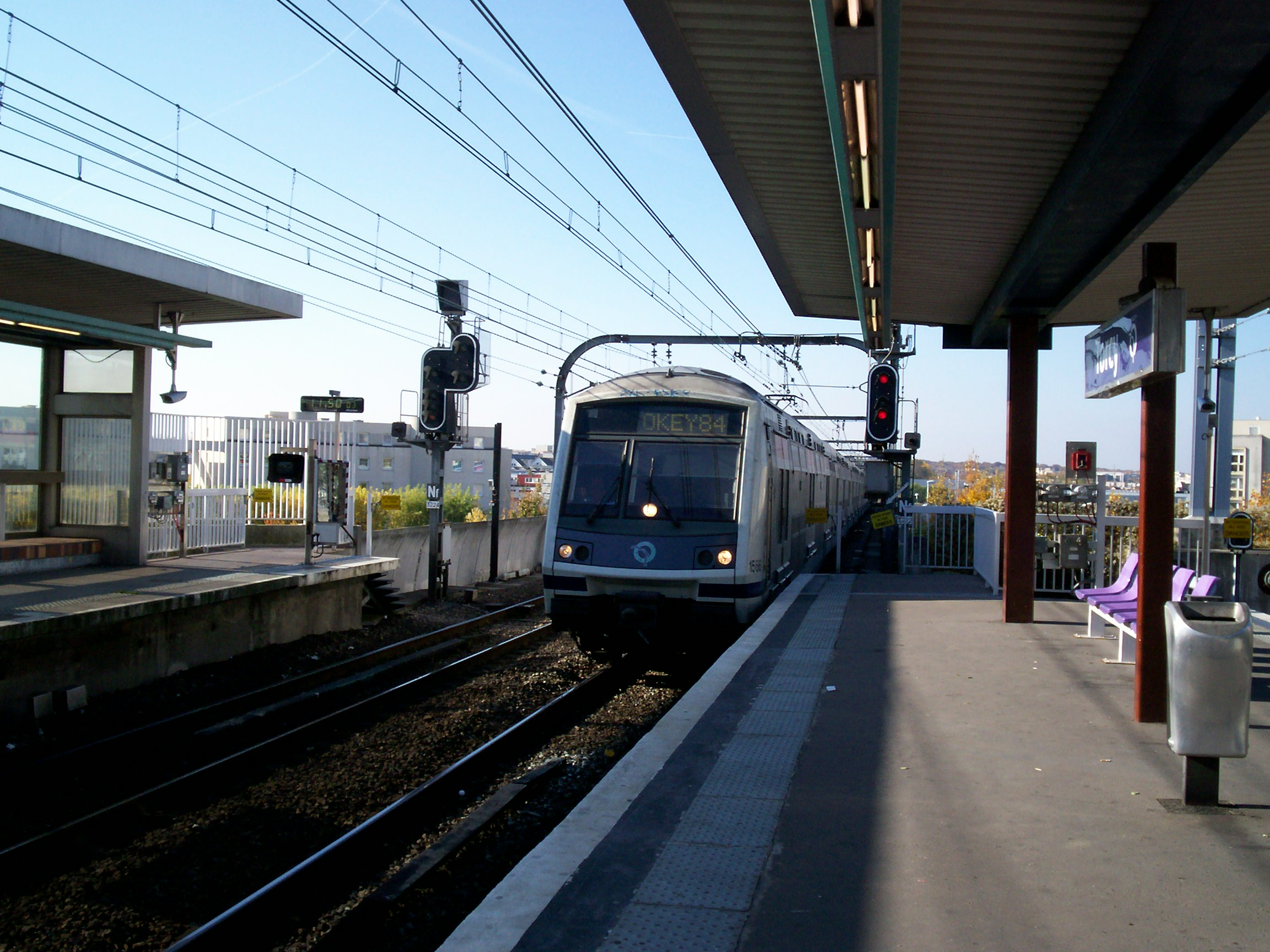
Een RER-trein met eindbestemming Torcy komt het station binnen
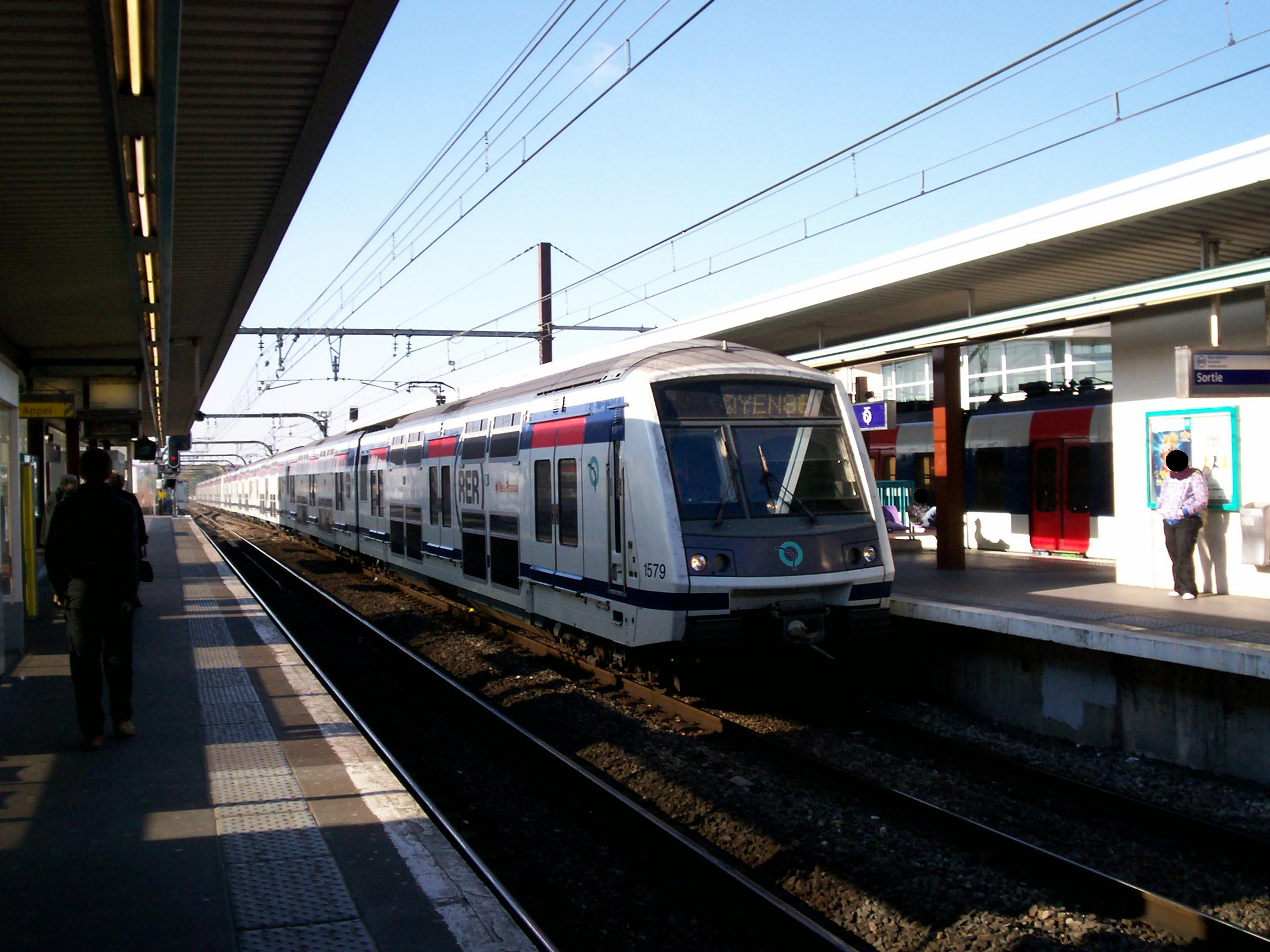
Een RER-trein
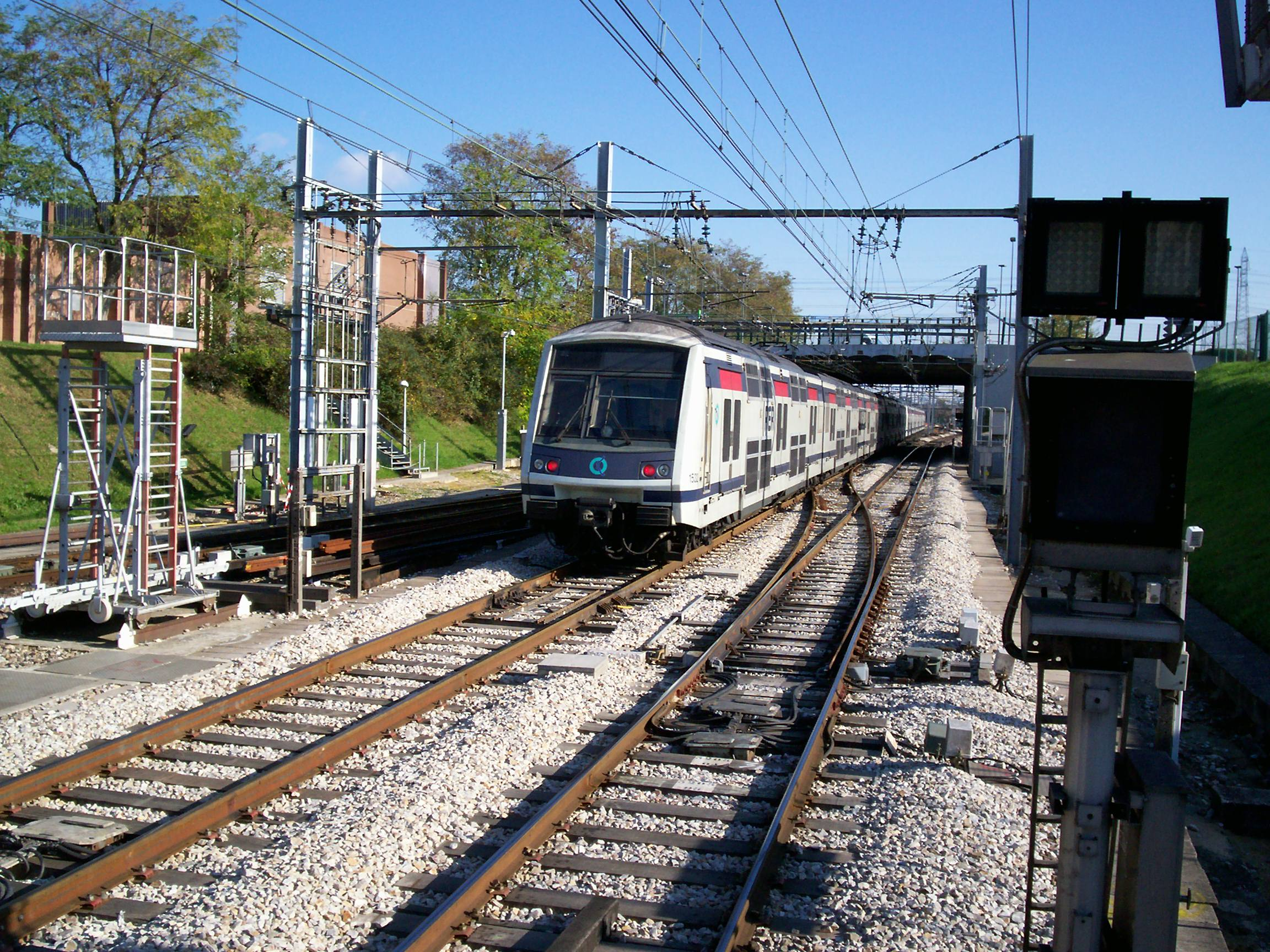
Een RER-trein tussen Torcy en Bussy-Saint-Georges

## Vorig en volgend station
| Richting                   | Vorig station | Lijn  | Volgend station     | Richting                 |
| -------------------------- | ------------- | ----- | ------------------- | ------------------------ |
| Cergy-le-Haut A3 Poissy A5 | Lognes        | RER A | Bussy-Saint-Georges | Marne-la-Vallée - Chessy |